# 德維爾 (路易斯安那州)
德維爾（英語：Deville）是位於美國路易斯安那州拉皮德堂區的一個普查規定居民點。

## 人口
根據2020年美國人口普查的數據，德維爾的面積為34.27平方千米，當中陸地面積為34.04平方千米，而水域面積為0.23平方千米。當地共有人口1761人，而人口密度為每平方千米51.39人。